# Lakouablia
 (août 2017).
Si vous disposez d'ouvrages ou d'articles de référence ou si vous connaissez des sites web de qualité traitant du thème abordé ici, merci de compléter l'article en donnant les références utiles à sa vérifiabilité et en les liant à la section « Notes et références ».
Lakouablia (en arabe : الكوابلية ) est un village du Maroc, situé dans la commune de Sidi Chiker, dans la province de Youssoufia.